# Мухаммед Якуб-хан
Мухаммед Якуб-хан (1849 — 15 ноября 1923) — эмир Афганистана.
Мухаммед Якуб-хан был сыном афганского эмира Шир-Али, получил от него в управление провинцию Герат. В 1870 году он восстал против отца, но потерпел поражение и в 1874 году был заключён в тюрьму.
Во время второй англо-афганской войны Шир-Али, потерпев поражение от англичан, бежал в 1879 году в русские владения, оставив власть сыну Якуб-хану. Став эмиром, Якуб-хан подписал в мае 1879 года с британцами Гандамакский договор, по которому Афганистан потерял часть территории и был обязан допустить в Кабул британского резидента. Осенью в Кабуле восстали афганские войска и убили британского резидента и всю миссию. Якуб-хан предпочёл отречься от престола и бежать под защиту британских войск, после чего навсегда уехал в Британскую Индию.